# Santiago Bengolea
Santiago Luis Bengolea Hurtado (Santiago, 9 de abril de 1942) es un ex piloto de automovilismo chileno apodado "Muñecas de Oro" por sus dotes al volante. Participó principalmente en competencias de Turismo Carretera Chileno  y Fórmula 3. Cuenta con dos títulos en la Fórmula 3 chilena (1979 y 1989).

## Carrera profesional
Inspirado en los pasos de su hermano Juan Manuel, entró al automovilismo en 1969 donde alcanzó su primer título, fue campeón de Chile de la clase 1151 a 2000 cc. Anexo J, Grupo 2. Posteriormente disputó las primeras carreras de la Fórmula 4, actual Fórmula 3 chilena, llegando quinto en su primera incursión con un chasis Crespi-Fiat. Dada sus condiciones pasó a ser piloto oficial de Fiat y fue campeón de la serie 850 a 1150 cc.
En 1972 fue a Argentina a competir en el Desafío de los valientes, en donde alcanzó el séptimo puesto. Al año siguiente ganó su serie en las "Seis horas peruanas", en donde terminó con fuertes dolores físicos. Posteriormente volvió a Argentina, donde fue segundo en el "Gran premio integración sudamericana" y primero en el "Circuito internacional de Mendoza". En 1975 corrió en Brasil en donde fue el piloto extranjero más destacado en el "1.er Torneo Sudamericano de Campeones" con autos de la categoría Turismo.
En 1976 fue subcampeón del torneo regional de Turismo nacional, categoría 1301 a 2000 cc. Y antes de entrar de lleno en los coches de fórmula, volvió a ganar las "Seis horas peruanas" en 1977, prueba que también se llevaría en 1980, 1981 y 1983. Dos años más tarde se consagró campeón chileno de F-4 con seis victorias en su primera temporada completa, guiando un auto del equipo Marlboro preparado por Remo Ridolfi.
Posteriormente disputó competencias de Turismo, haciendo dupla con Alejandro Schmauck. En 1984 corrió en rally bajo el equipo oficial Volvo, no obteniendo grandes resultados.
En 1984 la Fórmula 4 cambió a Fórmula 3 y condujo un chasis Crespi bajo la escudería Denim Musk, con el que consiguió el sexto lugar del campeonato. En 1985 corrió con un chasis Berta con el que consiguió el séptimo lugar. En 1986 corrió en un Ridolfi RR02 para el equipo Pioneer-Kodak donde fue a la caza del título obteniendo tres triunfos y en la carrera final fue superado por Giuseppe Bacigalupo, siendo segundo del campeonato a solo dos puntos del campeonato. En 1987 tuvo un año irregular en la F3 chilena, tomó parte de la escudería Pioneer - Kodak hasta la sexta fecha, debiendo retirarse forzadamente debido a la quiebra del equipo, regresando desde la novena fecha bajo la escudería Denim en reemplazo de Gonzalo Alcalde, finalizando la temporada en la novena posición de la clasificación general. En el ámbito internacional, corrió en la Fórmula 3 sudamericana, en la prueba efectuada en Mendoza, finalizó octavo después de largar en la última posición. Luego volvió a la F-3 chilena, siendo nuevamente subcampeón en 1988 bajo la escudería Kodak - Credisur - SKF y donde consiguió el récord de nueve pole positions en 12 fechas, marca que todavía sigue vigente.
En 1989 ganó su segundo título de F-3 con 47 años y 8 meses defendiendo al equipo Kodak - Gillette Atra Plus - Goodyear, donde obtuvo 3 triunfos en 12 fechas, teniendo el récord de ser el piloto más longevo en conseguir un título en la Fórmula 3 chilena, siendo superado en 2004 por su eterno rival en la pista, Giuseppe Bacigalupo con 48 años y 5 meses. En 1990 obtuvo el subcampeonato bajo la escudería Kodak - Cidcom - Goodyear, donde se impuso en 4 de 12 fechas disputadas. También participó en una carrera en México y se retiró del automovilismo al finalizar la temporada 1991, cuando corrió bajo la escudería Amortiguadores Monroe - Goodyear y donde consiguió el séptimo lugar de la clasificación general.
A modo de estadísticas, Santiago tiene el récord de mayor número de subcampeonatos en la Fórmula 3 chilena con 5 en total, que lo hace ser un piloto que siempre fue en busca del título de campeón y por esto es considerado de los mejores corredores de la historia de chile.

## Campeonatos
- 1969 Campeón de Chile Clase 1151 a 2000 cc. Anexo J, Grupo 2
- 1970 Campeón de Chile Clase 850 a 1150 cc.
- 1973, 1977, 1980 y 1981 Ganador de las "Seis horas peruanas"
- 1974 Ganador del "Circuito internacional de Mendoza"
- 1979 Campeón F-4 Chile (Team Marlboro-Ridolfi)
- 1982 Campeón de Chile Clase 1300 a 1600 cc.
- 1989 Campeón F-3 Chile (Team Kodak-Gillette Atra Plus-Goodyear)